# Municipio de Cottonwood Lake (Dakota del Norte)
El municipio de Cottonwood Lake (en inglés: Cottonwood Lake Township) es un municipio ubicado en el condado de McHenry en el estado estadounidense de Dakota del Norte. En el año 2010 tenía una población de 20 habitantes y una densidad poblacional de 0,21 personas por km².

## Geografía
El municipio de Cottonwood Lake se encuentra ubicado en las coordenadas 47°53′51″N 100°39′3″O / 47.89750, -100.65083. Según la Oficina del Censo de los Estados Unidos, el municipio tiene una superficie total de 93.26 km², de la cual 88,69 km² corresponden a tierra firme y (4,9 %) 4,57 km² es agua.

## Demografía
Según el censo de 2010, había 20 personas residiendo en el municipio de Cottonwood Lake. La densidad de población era de 0,21 hab./km². De los 20 habitantes, el municipio de Cottonwood Lake estaba compuesto por el 100 % blancos. Del total de la población el 0 % eran hispanos o latinos de cualquier raza.